# Palacio Ariztía (Viña del Mar)
El Palacio Ariztía es una edificación ubicada en la calle Álvares de la ciudad de Viña del Mar, Chile.

## Historia
Fue encargado como residencia por el empresario y político Rafael Ariztía al arquitecto italiano Ettore Petri luego del terremoto de 1906. Es un inmueble de estilo gótico veneciano, de dos pisos y un subterráneo, que presenta una galería de acceso con columnas y un torreón.
Perteneció a la familia Ariztía hasta fines de los años 1940, cuando fue comprada por el empresario Juan Molfino. El terremoto de 1985 dejó al edificio con algunos daños en su cielo, que fue reemplazado por una estructura más liviana. En el año 2000 pasó a ser la sede regional de Junji, hasta que en el año 2003 la administración de la edificación fue tomada por el Instituto Internacional de Artes Culinarias y Servicios.